# 吳鑑泉
吳鑑泉（1870年—1942年），滿族人，本姓烏佳哈拉氏，名愛紳，中華民國成立後隨漢人習俗，取漢姓「吳」（以「吳」與「烏」諧音）。吳鑑泉自小得父親全佑身傳口授，盡得太極拳精髓。其父逝世後，與師兄弟王茂齋、郭松亭同心合力，刻苦切磋鑽研，終成一代宗師，是吳氏太極拳的創立人。
1914年，吳鑑泉應邀到北京體育研究社與楊少侯、楊澄甫等當代名師執教太極拳，聲名遠播。1928年，吳鑑泉獲上海精武體育會和國術館聘爲教授，是將太極拳傳過大江的第一人。1933年，在上海創辦「鑑泉太極拳社」，後遍及長沙、廣州、香港、澳門及海外。
吳鑑泉拳式循規蹈矩，鬆靜自然，獨具柔化之妙。架式小巧細緻，在開展中求緊湊，在緊湊中自具舒展，原被稱爲「小架子」。吳鑑泉之推手以善化爲基，端正嚴密，細膩綿綿，沾隨一體，守靜運化，堪爲太極宗師。
其主要傳人有：長子吳公儀、次子吳公藻、長女吳英華、女婿馬岳梁、趙壽村、吳圖南（页面存档备份，存于）、徐致一、褚民誼等。